# Bataille de Rjev
Seconde Guerre mondiale
Batailles
Front de l’Est

Prémices :
- Campagne de Pologne
- Guerre d’Hiver

Guerre germano-soviétique :
- 1941 : L'invasion de l'URSS

- Opération Barbarossa

Front nord : 
- Guerre de Continuation
- Opération Silberfuchs
- Siège de Léningrad

Front central : 
- 2e bataille de Brest-Litovsk
- Bataille de Białystok–Minsk
- 1re bataille de Smolensk
- Bataille de Kiev

Front sud : 
- Siège d'Odessa
- Campagne de Crimée

- 1941-1942 : La contre-offensive soviétique

Front nord : 
- Poche de Demiansk
- Poche de Kholm

Front central : 
- Bataille de Moscou

Front sud : 
- Seconde bataille de Kharkov

- 1942-1943 : De Fall Blau à 3e Kharkov

Front nord : 
- Offensive de Siniavino
- Opération Iskra
- Bataille de Krasny Bor
- Opération Poliarnaïa Zvezda

Front central : 
- Opération Mars

Front sud : 
- Bataille du Caucase (opération Fall Blau)
- Bataille de Stalingrad
- Opération Uranus
- Opération Saturne
- Offensive d'Ostrogojsk-Rossoch
- Offensive de Voronej-Kastornoe
- Opération Gallop
- Opération Étoile
- Troisième bataille de Kharkov

- 1943-1944 : Libération de l'Ukraine et de la Biélorussie

Front central : 
- 2e bataille de Smolensk
- Opération Bagration

Front sud : 
- Bataille de Koursk
- Bataille du Dniepr
- Offensive Dniepr-Carpates
- Offensive de Crimée
- Offensive de Lvov-Sandomir

- 1944-1945 : Campagnes d'Europe centrale et d'Allemagne

Allemagne : 
- Offensive Vistule-Oder
- Offensive de Poméranie orientale
- Siège de Breslau
- Offensive de Prusse-Orientale
- Bataille de Königsberg
- Bataille de Seelow
- Bataille de Bautzen
- Bataille de Berlin
- Capitulation allemande

Front nord et Finlande : 
- Guerre de Laponie
- Offensive Leningrad-Novgorod
- Bataille de Narva

Europe orientale : 
- Opération Margarethe
- Insurrection de Varsovie
- Soulèvement national slovaque
- Opération Panzerfaust
- Bataille de Budapest
- Opération Frühlingserwachen
- Offensive de Vienne
- Insurrection de Prague
- Offensive de Prague
- Bataille de Slivice

Front d’Europe de l’Ouest

Campagnes d'Afrique, du Moyen-Orient et de Méditerranée

Bataille de l’Atlantique

Guerre du Pacifique

Guerre sino-japonaise

Théâtre américain
La bataille de Rjev est une opération stratégique russe conduite durant la contre-offensive soviétique de 1942 pour protéger Moscou.

## Prélude
La ville de Rjev (Ржев en russe et Rzhev dans les sources anglophones), à 230 km à l'ouest de Moscou, fut prise par l'armée allemande à l'automne 1941. Lors de la retraite des Allemands début 1942, elle devint une zone défensive de première importance, composée de bois et de marais.

## Ordres de bataille

### Soviétiques
- 22e armée
- 29e armée
- 30e armée
- 31e armée
- 32e armée

### Allemandes
- 9e armée
  - SS-Kavallerie-Brigade
  - XXVII. Armeekorps
    - 86. Infanterie-Division
    - 251. Infanterie-Division
    - 162. Infanterie-Division
    - 129. Infanterie-Division

  - VI. Armeekorps
    - 161. Infanterie-Division
    - 110. Infanterie-Division
    - 6. Infanterie-Division
    - 26. Infanterie-Division
    - 1/3 de la 339. Infanterie-Division

  - XXIII. Armeekorps
    - 1/3 de la 81. Infanterie-Division
    - 256. Infanterie-Division
    - 206. Infanterie-Division
    - 102. Infanterie-Division
    - 253. Infanterie-Division
- 4e armée
  - Höheres Kommando z.b.V. XXXV
    - 112e division d'infanterie (Allemagne)
    - 45e division d'infanterie (Allemagne)

  - XIII. Armeekorps
    - 6e division d'infanterie (Allemagne)
    - 134e division d'infanterie (Allemagne)
    - 17e division d'infanterie (Allemagne)
    - 260e division d'infanterie (Allemagne)

  - XXXXIII. Armeekorps
    - 131e division d'infanterie (Allemagne)
    - 293e division d'infanterie (Allemagne)

## L'opération

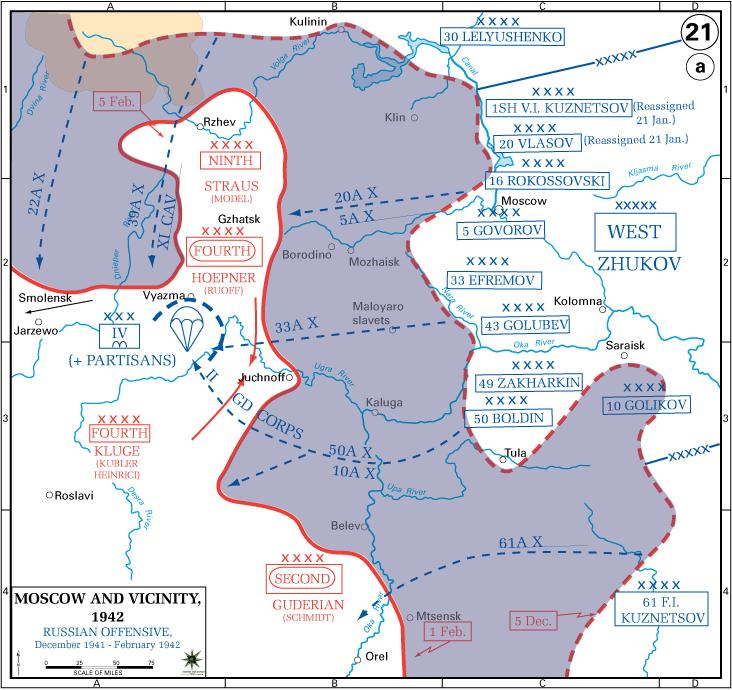
Plan de bataille en 1942.

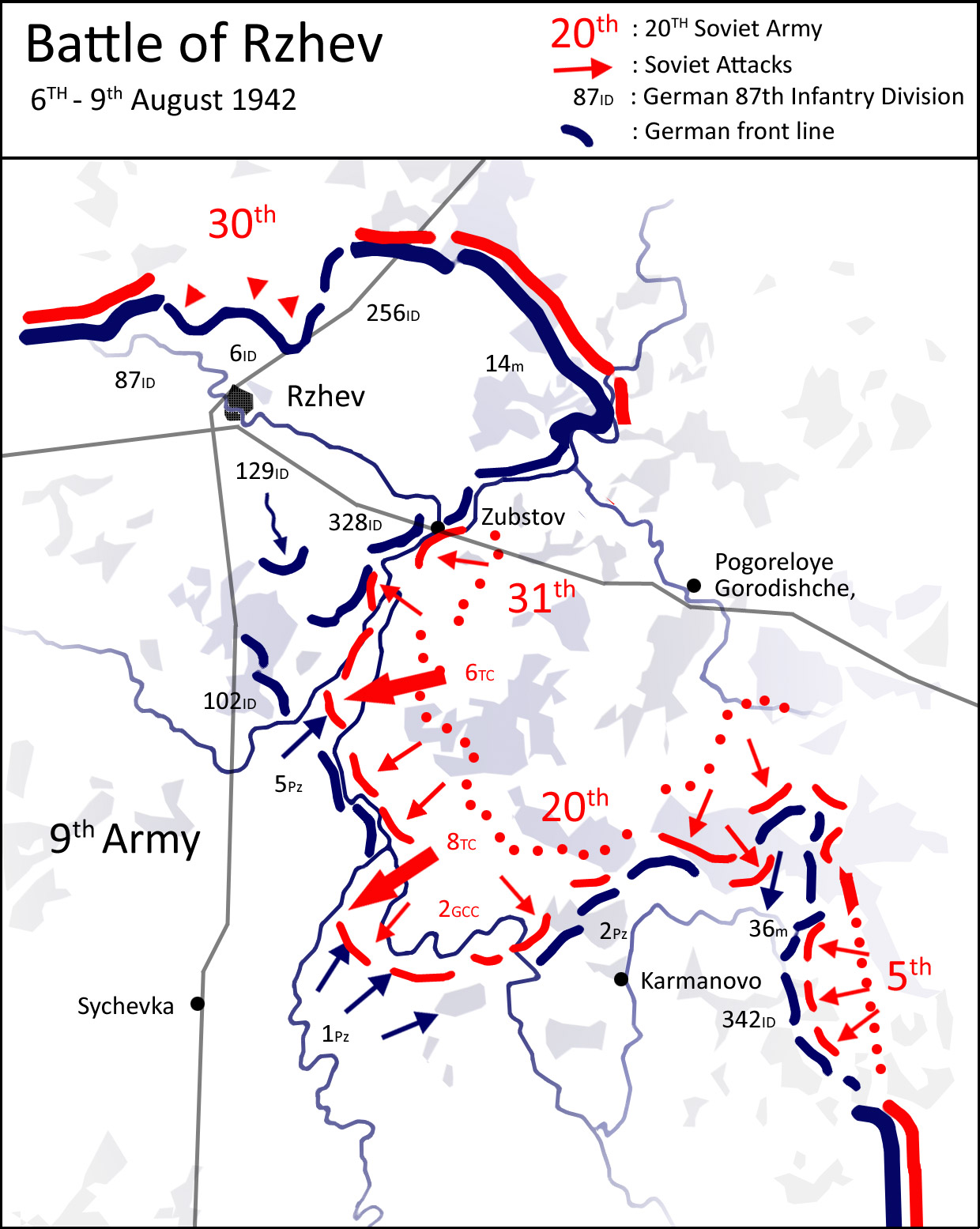
Position le 6 août 1942.

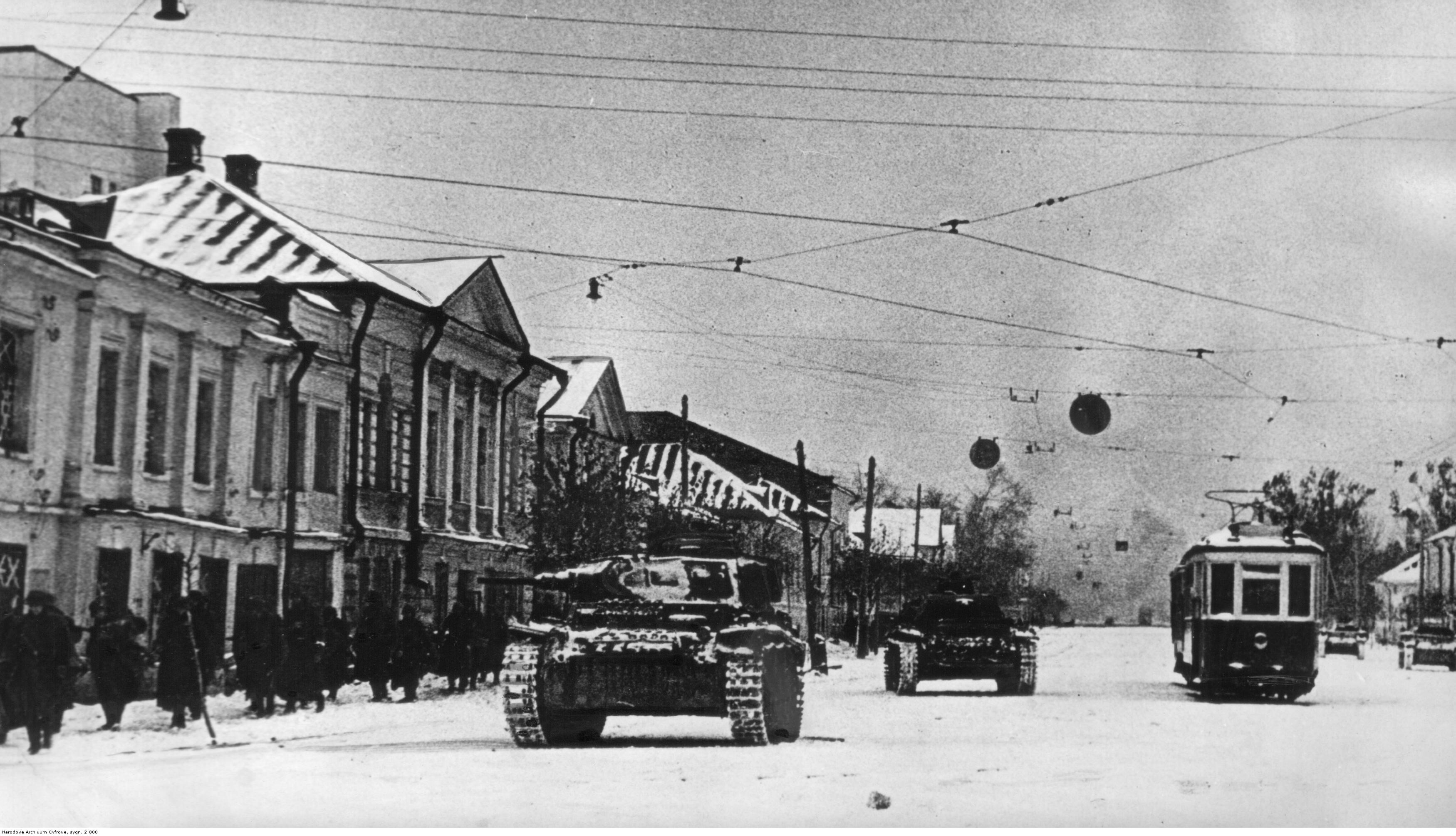
Chars allemands dans les rues de Tver. Octobre 1941.

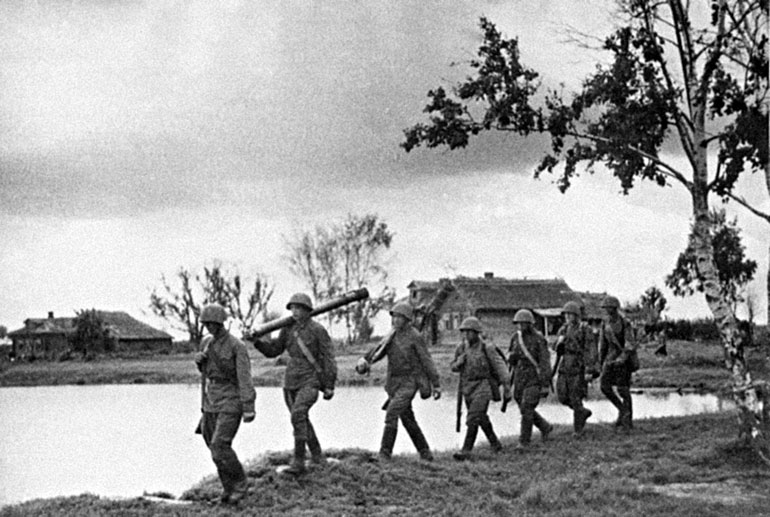
Soldats soviétiques en octobre 1941.

Après la bataille de Moscou, c'est la première contre-offensive soviétique pour repousser l'armée allemande vers l'ouest. 
Les forces allemandes, repoussées de Moscou, se retranchèrent entre autres, autour des villes de Rjev et Viazma, pôles défensifs stratégiquement importants, qui seront puissamment fortifiés et âprement défendus.
Les forces initiales soviétiques, arrivant de Kalinin, comprenaient les 22e, 29e, 30e, 31e, 39e, 5e, 10e, 16e, 20e, 33e, 43e, 49e et 50e armées. 
L'intention était pour la 22e armée, la 29e armée et la 39e armée, soutenues par le 11e corps de cavalerie, d'attaquer à l'ouest de Rjev et de pénétrer profondément dans le flanc ouest de la 9e armée allemande. Cette opération fut réalisée en janvier, et d'importantes forces soviétiques se retrouvèrent en arrière de Rjev et Bely, en zones de forêts marécageuses.
Le 2 juillet, la 9e armée allemande du général Walter Model commença l'opération Seydlitz, qui se termina le 13 juillet par l'élimination totale de la poche russe.

## Les conséquences
Les combats dans la région restèrent principalement statiques pendant 14 mois, hormis la pénétration soviétique narrée plus haut ; mais les pertes subies par les Allemands les obligèrent à abandonner des secteurs importants, afin de se créer des réserves.
La défense nécessita 29 divisions, le retrait définitif du secteur en libéra 22.
Le général allemand Heinz Guderian avait des doutes sur les objectifs stratégiques de l'opération Citadelle, puisque les Allemands abandonnèrent l'importante région stratégique de Rjev-Vyazma pour rassembler et envoyer des troupes dans la région de Koursk.
La retraite des Allemands lors de l'opération Büffel fut un succès tactique et militaire, mais l'abandon des défenses autour des régions de Rjev et Vyazma constitua une perte stratégique pour l'armée allemande sur le front de l'Est.
L'armée soviétique paya un prix très élevé lors de la bataille de Rjev, mais contraignit les Allemands, affaiblis, à se retirer, ce qui signifiait la perte d'une importante tête de pont qui permettait jusque-là aux Allemands de menacer Moscou. Les troupes allemandes se retirèrent cependant sur des positions défensives aussi fortes que celles qu'ils détenaient auparavant, ce qui contribua à l'échec des offensives de l'Armée rouge contre l'armée du centre lors de l'été 1943.
La bataille de Rjev aurait fait dans les rangs soviétiques plus de deux millions de morts, disparus et blessés, davantage que Stalingrad (entre 1,1 et 1,3 million de pertes)[réf. nécessaire].